# 朝日相扶製作所
株式会社朝日相扶製作所（あさひそうふせいさくしょ）は、日本の家具メーカー。1970年に阿部宗一郎が山形県朝日町に創業した。創業者の孫である阿部佳孝が2005年に第4代社長となって以降は、高級家具の注文生産に特化した事業を行っている。

## 創業期
朝日相扶製作所は、1970年8月に、資本金100万円で創業した。
創業当時、朝日町では、冬場の農閑期に出稼ぎに赴くものが多く、阿部宗一郎は町内に就労機会を増やすことを考えて事業を興した。社名の「相扶」は「相互扶助」を意味している。創業当初は、ビニール縫製の仕事として、椅子のカバーの縫製を行い、1972年以降は、徐々に木工製品を手がけるようになった。

## 事業の拡大
1970年代半ばから1990年代にかけて、朝日相扶製作所は、堅調に増資と新規工場の開設を進め、朝日町の外にも寒河江市などに工場を構えるようになり、一時期は白鷹町にも工場を設けていた。
創業時の、地元に雇用機会を設けるという理念は、その後も一貫して継承されており、2012年12月現在で138人在籍する社員は、そのすべてが正社員である。2012年9月には、障害者雇用優良事業所として高齢・障害・求職者雇用支援機構から表彰されている。

## ネームレスブランド
朝日相扶製作所は、他の家具メーカーから受注した高級家具のOEM生産に特化したメーカーであり、自社ブランドをもっておらず、社内では自社製品を「ネームレスブランド」と称している。取引は、イタリアの高級家具メーカーなどを含む国内外80社ほどに及ぶとされる。
2012年には、ニューヨークの国連会議場で使用されるフィン・ユールのデザインを復元した椅子260脚を製作した。

## 歴代社長
- 初代・創業者：阿部 宗一郎（1970年 - 1995年）- 1923年、朝日町生まれ[5]。社長退任後、代表取締役会長を経て、相談役。俳人としての地域文化活動への貢献もあり、2004年には真壁仁・野の文化賞、2005年には齋藤茂吉文化賞[6]と朝日町町民栄誉賞、2007年には山形県芸術文化会議賞、2010年には文部科学大臣表彰、地域文化功労賞を受賞している[3]。
- 第2代：阿部 啓一（1995年 - 2004年）
- 第3代：渡邉 宏一（2004年 - 2005年）
- 第4代：阿部 佳孝（2005年 - 現職）：1972年、千葉県市川市生まれ、創業者の孫。岡村製作所勤務を経て、2001年入社[1]。